# Liparis cathcartii
Liparis cathcartii är en orkidéart som beskrevs av Joseph Dalton Hooker. Liparis cathcartii ingår i släktet gulyxnen, och familjen orkidéer. Inga underarter finns listade i Catalogue of Life.